# The Christine Jorgensen Story
The Christine Jorgensen Story (bra: Quando o Sexo Se Define) é uma cinebiografia ficcional estadunidense de 1970, dirigido por Irving Rapper sobre Christine Jorgensen, reconhecida como a primeira mulher trans dos Estados Unidos a passar por cirurgia de redesignação sexual. O filme é baseado no livro Christine Jorgensen, a Personal Autobiography de 1967.

## Elenco
- John Hansen como George Jorgensen, Jr./Christine Jorgensen
- Trent Lehman como George aos 7 anos
- Joan Hopkins como Tia Thora
- Quinn Redeker como Tom Crawford
- Pamelyn Ferdin como Dolly quando criança
- Elaine Joyce como Loretta

## Lançamento
O filme foi lançado pela United Artists em junho de 1970 nos Estados Unidos. E lançado em DVD pela MGM Home Entertainment em 12 de outubro de 2011.